# Conamblys glaber
Conamblys glaber är en skalbaggsart som först beskrevs av Jordan 1894.  Conamblys glaber ingår i släktet Conamblys och familjen långhorningar.
Artens utbredningsområde är Angola. Inga underarter finns listade i Catalogue of Life.